# Pont-canal de Vasague
 (mars 2015).
Le Pont-canal de Vasague est un des nombreux ponts de ce type du Canal du Midi. Très proche de Seuil de Naurouze, il enjambe un petit ruisseau, le Fresquel.